# Stickereimuseum Oberhundem

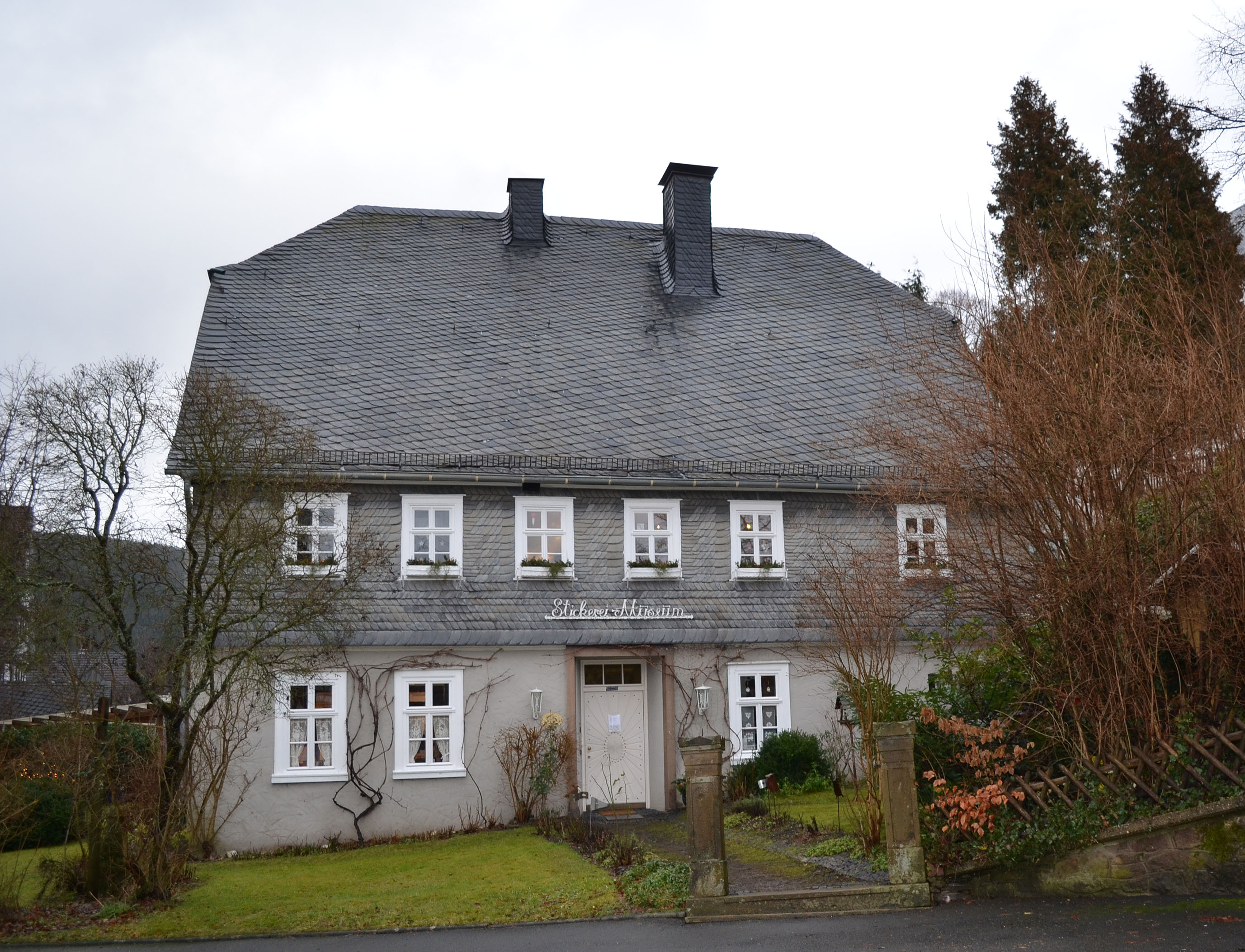
Stickereimuseum Oberhundem

Das Stickereimuseum Oberhundem in Oberhundem, einer Ortschaft der Gemeinde Kirchhundem im Kreis Olpe im Südosten von Nordrhein-Westfalen, ist in einem ehemaligen Pfarrhaus untergebracht, das 1685 im sauerländischen Fachwerkstil erbaut wurde und dessen Fassade unter Denkmalschutz steht. Die Exponate wurden von Stickmeisterin Henriette Steinacker gesammelt.

## Fotos

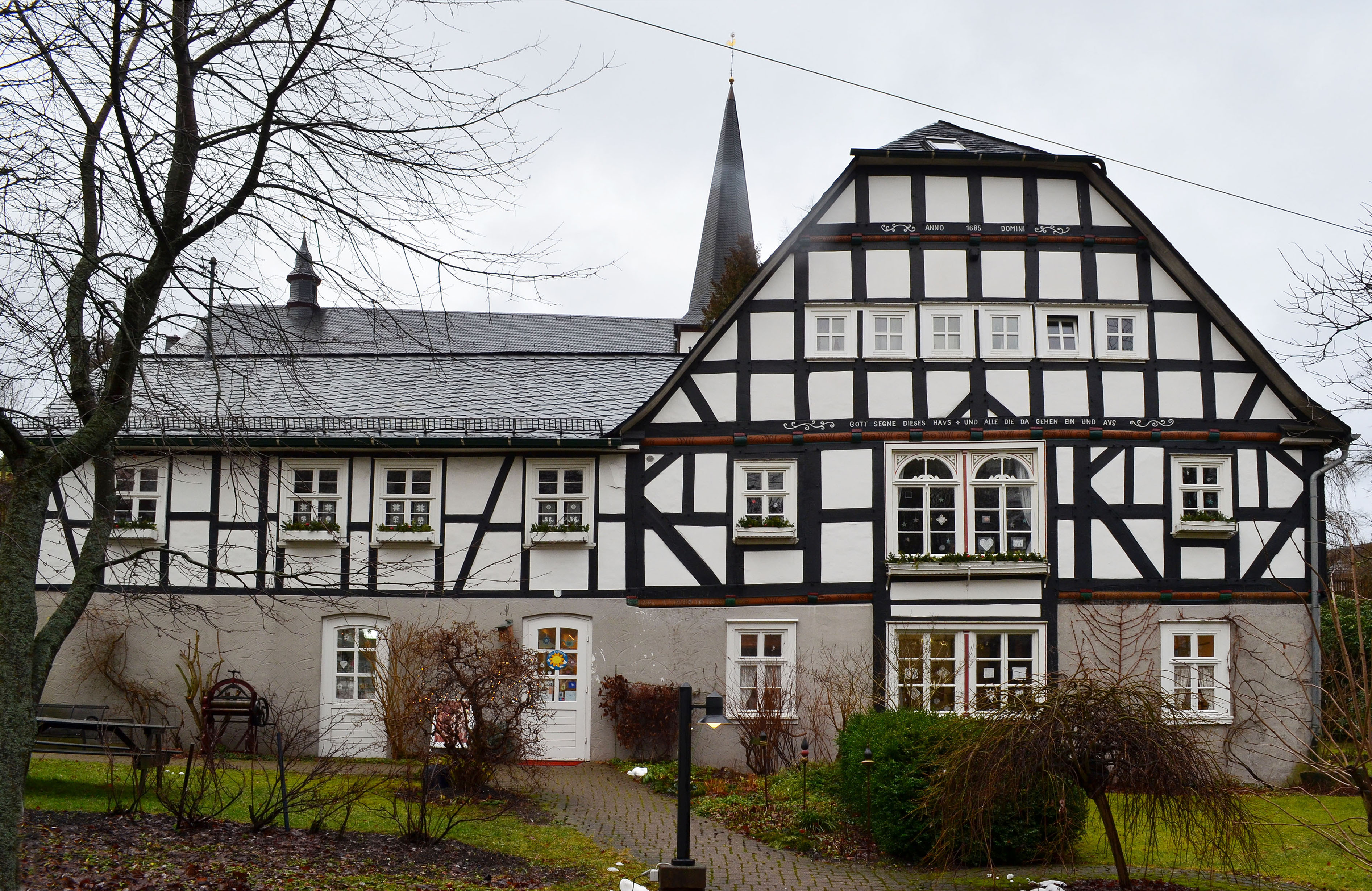
Denkmalgeschützte Fassade
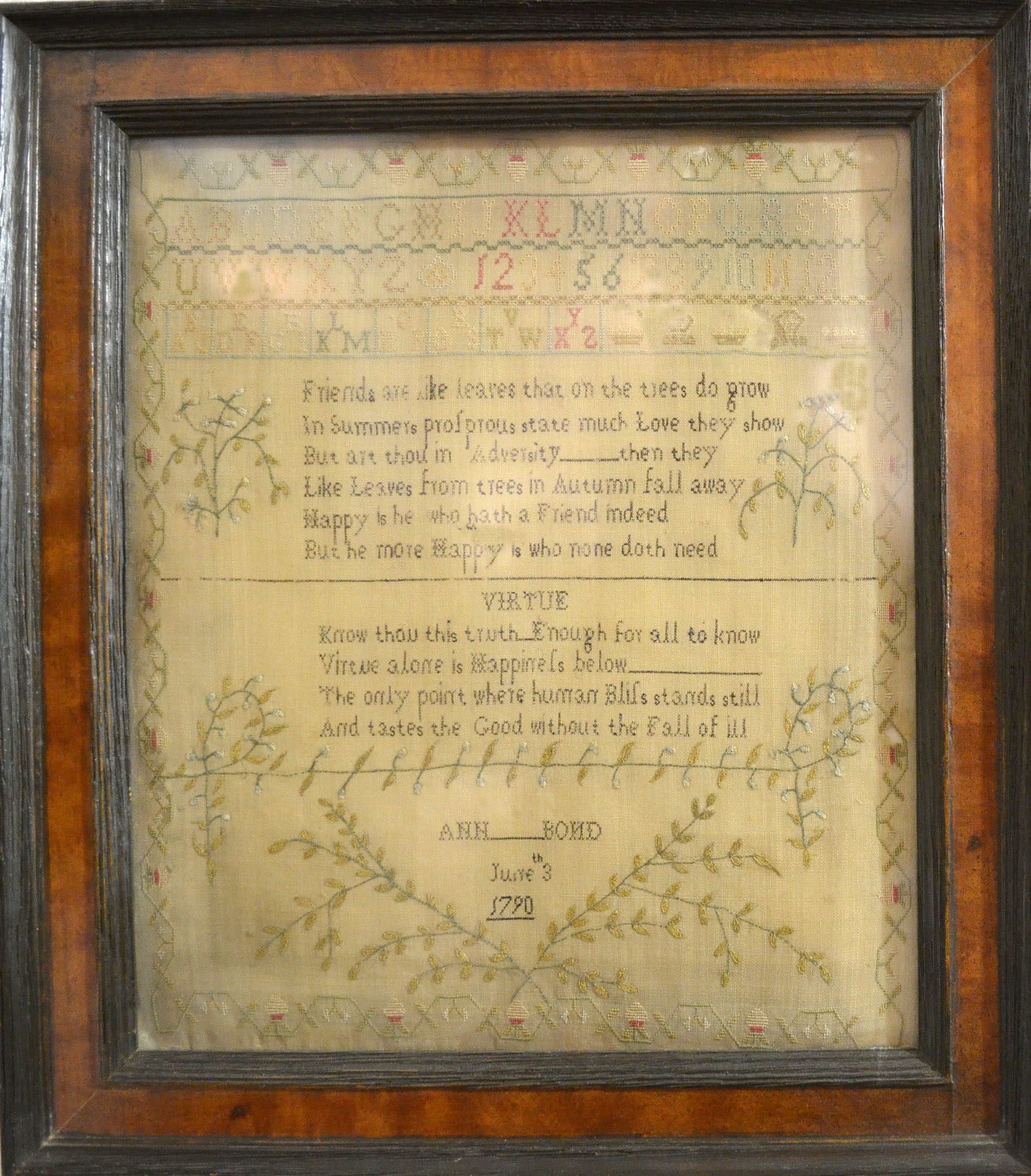
Handstickerei, hergestellt aus Menschenhaar